# Acokanthera shimperi
Acokanthera schimperi — вид квіткових рослин родини барвінкових (Apocynaceae).

## Поширення
Вид поширений в Східній Африці (в Еритреї, Ефіопії, Сомалі, Кенії, Уганди, Танзанії, Руанди та ДР Конго) та на півдні Ємену.

## Опис
Це сильно розгалужений чагарник або невелике дерево, що досягає до 5 м заввишки і 5 м в діаметрі, з товстою корою. Молоді гілки рідко опушені або голі, помітно кутові та ребристі. Листя щиткоподібне, часто трохи увігнуте. Черешок 3-7 мм завдовжки, опушений на верхній поверхні, лопасть 3,8-7 х 2,5-5 см, широкоеліптична до субкругла, з тупою або гострою верхівкою мукрону, закруглена основа. Блискуча верхня поверхня, з центральною жилкою і злегка піднятими або вдавленими бічними жилками. Суцвіття густе з безліччю квіток у пазушних клубнях. Квіти з солодким запахом, рожевим або червоним віночком і білими чашолистками. Стиглі плоди діаметром до 2 см, субкулясті, від червоного до фіолетового кольору, 1-2-насінні. Насіння до 1 см завдовжки.

## Токсичність
Усі частини рослини містять карденолідні глікозиди, такі як уабаїн, проковтування яких може становити ризик для здоров'я. Кора, деревина та коріння рослини використовуються як інгредієнт отрути для стріл в Африці. Його плоди їстівні, і споживаються як голодна їжа. При дозріванні вони солодкі, але також злегка гіркі. Недозрілі плоди викликали випадкове отруєння, оскільки вони дуже токсичні. Листя використовується в традиційній африканській медицині проти жовтяниці.